# Chiesa di San Paolo a Presciano
La chiesa di San Paolo a Presciano, detta anche San Paolo Apostolo, è un edificio sacro del XIII secolo che si trova in località Presciano nel comune di Siena, arcidiocesi di Siena-Colle di Val d'Elsa-Montalcino.

## Storia e descrizione
La chiesa, già esistente agli inizi del XIII secolo, fu distrutta dalla truppe tedesche nel 1370, quindi ricostruita nel 1381. Di forme estremamente semplici ha il profilo a capanna col portale sormontato da una finestra quadrangolare.
All'interno si conserva un Crocifisso ligneo cinquecentesco, una volta sull'altare maggiore, dove trova posto la piccola tela detta la Madonna del Carmine, immagine devozionale del XVIII secolo inserita in un composito tabernacolo di stile neogotico. Sulle pareti sono raccolte tele provenienti dal territorio circostante: la Decollazione del Battista, attribuita a Giovanni Paolo Pisani e la Madonna col Bambino, angeli e santi dello stesso artista.